# Cinquemilaquarantatre
Cinquemilaquarantatre è il ventunesimo album della cantante italiana Mina, pubblicato su LP a giugno del 1972 dall'etichetta discografica di proprietà della cantante PDU..

## Descrizione
Come l'album precedente non ha una foto dell'artista in copertina, che tuttavia sarà stampata in diversi colori: verde, marrone, rosso, viola e blu. Nell'interno, realizzato con tre foderine perfettamente intercambiabili riposte una dentro l'altra, aventi tagli ed aperture per mostrare lo strato sottostante, l'ultima, apribile, conteneva, oltre al disco, un foglio con tutti i testi e la stampa di una fotografia della cantante.
Gli inserti vennero eliminati nella ristampe successive su cd (EMI/PDU 090 7906892), che mancano perciò del particolare gioco ad incastro delle foderine. L'edizione verde della copertina fu quella adottata per la ristampa digitale (EMI 5355072).
Musicassetta (PMA 543) e stereo8 (P8A 30043), presentano un'ulteriore combinazione di colori mai adoperata per l'edizione in vinile.
Il titolo è desunto dal numero di catalogo del disco (PDU PLD L 5043) e venne pubblicato a trasmissione ormai avvenuta di tutte le puntate registrate del programma tv Teatro 10.
L'edizione spagnola (Odeon J 064-93.937) ha copertina completamente differente.
Arrangiamenti e direzione d'orchestra sono di Pino Presti, eccetto che per 
Balada para mi muerte  (Astor Piazzolla) e Parole parole (Gianni Ferrio). Si avvale della partecipazione di Tullio De Piscopo alla batteria. Il tecnico del suono è Nuccio Rinaldis.

## I brani

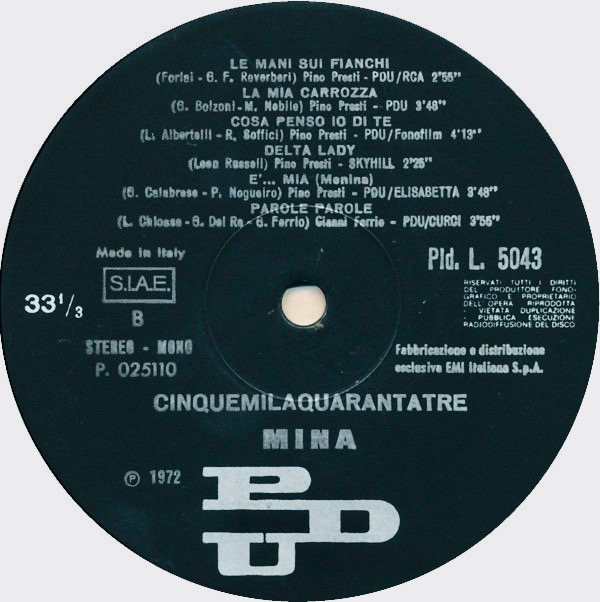
Cinquemilaquarantatre (label)

- Fiume azzurro
Eseguita la prima volta a Teatro 10 (e con un testo leggermente diverso), fu inserita in un 45 giri promozionale dotato di copertina fotografica originale. Sarà cantata da Mina durante il concerto a La Bussola il 16 settembre 1972 e inclusa a novembre nell'album live Dalla Bussola.

È stata utilizzata nella versione originale per uno spot pubblicitario della Tassoni.
 Fiume azzurro, su YouTube. URL consultato il 27 gennaio 2018.
- Vorrei averti nonostante tutto
Cantata da Mina anche in inglese, titolo Why? (Why Do You Treat Me Like You Do?) e testo di Norman Newell, è contenuta nell'album eponimo dell'artista (1978) destinato al solo mercato anglosassone. Più tardi comparirà nella raccolta internazionale I Am Mina (2011).
- Io ti amavo quando
Cover con il testo di Paolo Limiti, di You've Got a Friend successo di Carole King, pubblicata nell'album Tapestry del 1971.
- È proprio così, son io che canto
Remake italiano, con testo di Giorgio Calabrese, di Hey Mister, That's Me up on the Jukebox, brano di James Taylor proveniente dall'album Mud Slide Slim and the Blue Horizon (1971), contenente anche la versione dello stesso Taylor di You've Got a Friend.
- Suoneranno le sei
Testo italiano di Giorgio Calabrese dall'originale in spagnolo Balada para mi muerte di Astor Piazzolla.

Incisa da Mina anche in lingua straniera (1972) e presente nelle raccolte Colección latina (2001) e Yo soy Mina (2011).
Un duetto dal vivo, in spagnolo, tra la cantante e lo stesso autore, è stato presentato durante l'ultima puntata (14 maggio 1972) di Teatro 10. È reperibile: sui CD Signori... Mina! vol. 3 (1993) e I duetti di Teatro 10 (1997); sui DVD Gli anni Rai 1972-1978 Vol. 1, contenuto nel cofanetto monografico in 10 volumi pubblicato da Rai Trade e GSU nel 2008, e I miei preferiti (Gli anni Rai) (2014).
- Delta Lady
Canzone del musicista rock Leon Russell, successo per Joe Cocker nell'album Joe Cocker! del 1969.
- È mia
Cover della versione originale in portoghese Menina (1970) di Paulinho Nogueira, tradotta da Giorgio Calabrese.

## Tracce
Lato A
1. Fiume azzurro – 3:58 (testo: Luigi Albertelli – musica: Enrico Riccardi; edizioni musicali PDU/Ritmi e canzoni)
2. Vorrei averti nonostante tutto – 4:36 (testo: Alberto Testa – musica: Virca[4], Danilo Vaona; edizioni musicali PDU/Fox)
3. Io ti amavo quando (You've Got a Friend) – 4:19 (testo: Paolo Limiti – musica: Carole King; edizioni musicali Screen bems)
4. È proprio così, son io che canto (Hey Mister, That's Me up on the Jukebox) – 3:34 (testo: Giorgio Calabrese – musica: James Taylor; edizioni musicali April)
5. Suoneranno le sei (Balada para mi muerte) – 3:55 (testo: Giorgio Calabrese – musica: Astor Piazzolla; edizioni musicali Fp4)

Lato B
1. Le mani sui fianchi – 2:55 (testo: Romolo Forlai – musica: Gianfranco Reverberi; edizioni musicali PDU/RCA)
2. La mia carrozza – 3:48 (testo: Mario Nobile – musica: Mario Nobile, Guido Bolzani[5]; edizioni musicali PDU)
3. Cosa penso io di te – 4:13 (testo: Luigi Albertelli – musica: Roberto Soffici; edizioni musicali PDU/Fono Film)
4. Delta Lady – 2:25 (Leon Russell; edizioni musicali Skyhill)
5. È mia (Menina) – 3:48 (testo: Giorgio Calabrese – musica: Paulinho Nogueira; edizioni musicali PDU/Elisabetta)
6. Parole parole (feat. Alberto Lupo) – 3:55 (testo: Leo Chiosso, Giancarlo Del Re – musica: Gianni Ferrio; edizioni musicali Curci/Music Union)

## Crediti
- Mina – voce
- Pino Presti – basso/arrangiamenti/direzione d'orchestra
- Ástor Piazzolla – arrangiamento/direzione d'orchestra in "Suoneranno le sei (Balada para mi muerte)"
- Gianni Ferrio – arrangiamento/direzione d'orchestra in "Parole parole"
- Tullio De Piscopo - batteria
- Victor Bacchetta - piano, organo Hammond
- Andrea Sacchi - chitarra
- Massimo Verardi - chitarra
- Nuccio Rinaldis – tecnico del suono

### Cover
Nel 2000 la cantante spagnola Mónica Naranjo realizzò una cover di Fiume azzurro dal titolo Sobreviviré ottenendo un significativo successo in Spagna, dove rimase alla posizione #1 della Hit Parade spagnola per diverse settimane.

## Successo commerciale
Nonostante Mina faccia concorrenza a se stessa con il vendutissimo Mina, assolutamente al primo posto della classifica degli album, anche questo 33 giri ottiene ottimi riscontri nello stesso periodo; sarà il più venduto per 8 settimane e resterà nelle prime 5 posizioni fino a dicembre, chiudendo il 1972 al 5º posto e sommando quasi 700 000 copie.
È considerato uno degli album di Mina da non perdere.